# Andrea Barducci
Andrea Barducci (Firenze, 23 novembre 1958) è un politico italiano.

## Biografia
Ha iniziato la sua attività politica aderendo al Partito Comunista Italiano e militando nel Movimento Studentesco. È stato assessore all'ambiente a Sesto Fiorentino dal 1994 al 1995 con il Partito Democratico della Sinistra e sindaco del medesimo comune dal 1995 al 2004. Nel Partito Democratico dal 2007.
Nel 2004 è eletto come Consigliere Provinciale, entra a far parte della giunta di Matteo Renzi come Vicepresidente.
Partecipa alle primarie del centrosinistra per scegliere il presidente della Provincia di Firenze come candidato ufficiale del PD vincendo con il 70% contro Marzia Monciatti (La Sinistra) ferma al 20%.
È stato eletto presidente della provincia di Firenze nel 2009 con il 55.4% dei voti; in consiglio provinciale è stato sostenuto da una maggioranza composta da PD, Italia dei Valori e Sinistra per la Provincia: il suo mandato amministrativo è scaduto nel 2014. Ha la maturità scientifica, è stato sposato ed è padre di due figlie.